# جبل تورا
جبال تورا،تُعرف أيضًا باسم مرتفعات تورا، هي سلسلة جبلية ترتفع إلى نحو 1300 متر، وتمتد غربًا عبر أراضي ساحل العاج من نهر ساساندرا حتى الحدود مع ليبيريا وغينيا. يُعد جبل نيمبا، الواقع في الطرف الغربي من السلسلة، أعلى قمة فيها، إذ يبلغ ارتفاعه 1752 مترًا.
تقع في جبال تورا حديقة مون سانغبي الوطنية، وهي واحدة من أبرز الحدائق الوطنية في العالم. تمتد الحديقة على مساحة تقدّر بـ 95,000 هكتار (950 كيلومترًا مربعًا)، وتقع شمال مدينة مان وغرب نهر ساساندرا، بين منطقتي بيانكوما وتوبا. وتوجد الحديقة بالكامل ضمن نطاق جبال تورا، وتضم 14 قمة يتجاوز ارتفاع كل منها 1000 متر.
تتميّز الحديقة بغطاء نباتي كثيف من السافانا المشجّرة، وتحتضن تنوّعًا بيئيًا غنيًا، يشمل مجموعات من الأفيال، والجاموس البري، والخنازير البرية، والظباء، والقرود.
كما تشمل المناطق المحمية الأخرى في السلسلة الجبلية كلًا من محمية غابة غيولو ومحمية غابة جبل غلو.